# 小行星6205
小行星6205（英語：6205 Menottigalli）是一颗围绕太阳公转的小行星。1983年7月17日，愛德華·鮑威爾在可可尼诺县发现了此天体。
这颗小行星的绝对星等为215.79196等。